# Sommerkahl
Sommerkahl est une commune allemande de Bavière, située dans l'arrondissement d'Aschaffenbourg et le district de Basse-Franconie.

## Géographie

Situation de Sommerkahl (en rouge) dans la communauté d'administration (en violet) et dans l'arrondissement d'Aschaffenbourg

Sommerkahl est située au cœur du massif du Spessart, à 18,5 km au nord-est d'Aschaffenbourg. Sommerkahl fait partie de la communauté d'administration de Schöllkrippen et elle est composée de deux villages (population en 2009) :
- Sommerkahl (908)
- Vormwald (246).

Communes limitrophes (en commençant par le nord et dans le sens des aiguilles d'une montre) : Schöllkrippen, Heigenbrücken, Sailauf et Blankenbach.

## Histoire
Sommerkahl a fait partie des domaines de l'Électorat de Mayence et a rejoint le royaume de Bavière en 1814. Elle a alors été intégrée à l'arrondissement d'Alzenau jusqu'à la disparition de celui-ci en 1972.

## Démographie
| 1910 | 1933 | 1939 | 2003  | 2009  |
| ---- | ---- | ---- | ----- | ----- |
| 601  | 649  | 625  | 1 202 | 1 180 |